# Buranowo
Buranowo (russisch Бура́ново, udmurtisch Брангурт) ist ein Dorf (selo) in Udmurtien, einer Republik im russischen Föderationskreis Wolga.
Im Januar 2011 hatte das Selo 658 Einwohner, davon waren 123 Personen im Bildungssektor beschäftigt.
Buranowo wurde durch die Gesangsgruppe Buranowskije Babuschki bekannt, die Russland beim Eurovision Song Contest 2012 in Baku vertrat und Platz zwei belegte.